# Istra (Fluss)
Die Istra (russisch Истра) ist ein 113 Kilometer langer linker Nebenfluss der Moskwa in der Oblast Moskau in Russland.

## Verlauf
Die Istra entspringt nahe der Siedlung städtischen Typs Powarowo nordwestlich von Moskau, etwa zwischen den Städten Selenograd und Solnetschnogorsk. Kurz nach der Quelle geht die Istra in den 1935 gebildeten, 22 Kilometer langen und bis zu drei Kilometer breiten Istra-Stausee über, der als eines der Reservoirs für die Wasserversorgung Moskaus dient. Etwas südlich des Stausees passiert der Fluss die nach ihm benannte gleichnamige Stadt (ehemals Woskressensk genannt), kreuzt die Eisenbahnmagistrale Moskau–Riga und fließt weiter kurvenreich in die südöstliche Richtung. Bei der Ortschaft Petrowo-Dalneje, etwas südlich der Städte Krasnogorsk und Dedowsk, mündet die Istra in die Moskwa. Im Unterlauf und Mündungsbereich erreicht die Istra eine Breite von etwa 20 bis 30 Metern. Gespeist wird der Fluss vorwiegend vom Schmelzwasser.
Bis auf die Stadt Istra liegen keine größeren Orte am Flussufer. Aufgrund dessen sowie der durchgehend waldreichen Landschaft im Flusslauf gelten die Ufer der Istra und des Stausees als beliebtes Naherholungsgebiet im Moskauer Großraum. Schon im 19. Jahrhundert inspirierte die Natur an der Istra Landschaftsmaler Lewitan, der bei Woskressensk ein Sommerhaus hatte. Zu Sowjetzeiten entstanden an den Istra-Ufern zahlreiche Sanatorien und Herbergen.
Dem als Pilgerort bekannten Kloster Neu-Jerusalem, das an einem hohen Uferabschnitt der Istra liegt, verdankt der Fluss seinen Beinamen „Russischer Jordan“.